# Grande Prairie
Grande Prairie è una cittadina canadese della provincia dell'Alberta, situata a 390 km a Nord-Ovest di Edmonton.
È un centro che ha ottenuto un grandissimo sviluppo, soprattutto legato allo sfruttamento del sottosuolo (petrolio) e forestale. Basti pensare che al censimento del 2001 gli abitanti erano stati stimati intorno ai 47.000, mentre nel 2016 erano già 63.500. Attualmente, nonostante non ci siano dati precisi, si calcola essi siano aumentati a circa 68.000.